# Les Eyzies
Les Eyzies es una comuna nueva francesa situada en el departamento de Dordoña, de la región de Nueva Aquitania.

## Historia
Fue creada el 1 de enero de 2019, en aplicación de una resolución del prefecto de Dordoña de 11 de octubre de 2018 con la unión de las comunas de Les Eyzies-de-Tayac-Sireuil, Manaurie y Saint-Cirq, pasando a estar el ayuntamiento en la antigua comuna de Les Eyzies-de-Tayac-Sireuil.

## Demografía
Según los datos aportados en la resolución del prefecto de Dordoña, la comuna se crea con 1107 habitantes.

## Composición
| Comuna fusionada            | Código INSEE | Población (2018) | Superficie (km²) | Densidad (hab./km²) |
| --------------------------- | ------------ | ---------------- | ---------------- | ------------------- |
| Les Eyzies-de-Tayac-Sireuil | 24172        | 838              | 37.44            | 22                  |
| Manaurie                    | 24249        | 136              | 9.97             | 14                  |
| Saint-Cirq                  | 24389        | 124              | 5.96             | 21                  |